# Alpha2 Librae
Título a ser usado para criar uma ligação interna é Alpha2 Librae.
Alpha2 Librae (Zubenelgenubi, Zuben Elgenubi, Kiffa Australis, Elkhiffa australis, 9 Librae) é uma estrela na direção da constelação de Libra. Possui uma ascensão reta de 14h 50m 52.78s e uma declinação de −16° 02′ 29.8″. Sua magnitude aparente é igual a 2.75. Considerando sua distância de 77 anos-luz em relação à Terra, sua magnitude absoluta é igual a 0.88. Pertence à classe espectral A3IV.